# Gerard d'Albon
Gerard d'Albon (n. 15 mai 1911, Roman, Roman, România – d. 18 aprilie 1993, Iași, România) a fost un inginer electrotehnist și profesor universitar român, care a predat timp de aproape o jumătate de secol la Institutul Politehnic „Gh. Asachi” din Iași. A fost, de asemenea, cercetător științific, inventator și conducător de doctorat la Facultatea de Mecanică a Institutului Politehnic din Iași și a publicat peste 80 de lucrări științifice.

## Biografie

### Studii
S-a născut la 15 mai 1911 în orașul Roman din județul omonim (azi în județul Neamț), într-o familie cu origine româno-franceză. Tatăl lui, Georges d'Albon, lucra ca inginer cadastral la Iași, iar mama lui, Ada Culianu, era fiica profesorului universitar Neculai Culianu. Gerard d'Albon a avut doi frați: André - inspector financiar și Ion - secretar de legație la Berlin. Primul frate, André, a fost căsătorit cu Sanda de Zotta, fiica genealogistului și istoricului Sever Zotta.
Gerard d'Albon a absolvit studii medii la Liceul din Roman, după care s-a înscris la cursurile Institutului Electrotehnic de pe lângă Facultatea de Științe a Universității din Iași și a obținut titlul de inginer electrician. S-a înscris apoi la cursuri de doctorat în electrotehnică, iar Academia Română i-a acordat o bursă de studii pentru pregătirea doctoratului în țară, a cărei valoare a fost de 3.000 de lei lunar în anul universitar 1937–1938. Prin decizia Ministerului Educațiunii Naționale nr. 209.705 din 1938, a fost numit pe 1 octombrie 1938 în postul de suflător de sticlă la Atelierul mecanic al Școlii Politehnice din Iași. S-a înscris în același an în Colegiul Inginerilor, secțiunea Mecanică și Electricitate. În cele din urmă, a obținut titlul de doctor inginer în anul 1939 în urma susținerii tezei Permeabilitatea păturilor subțiri de fier în înaltă frecvență și în măsurători statice.

### Activitate didactică
Și-a început activitatea didactică în anul 1939 ca asistent universitar la catedra de electricitate și electrotehnică generală a Școlii Politehnice „Gh. Asachi” din Iași, fiind numit în postul de asistent provizoriu pe data de 1 aprilie 1939. A fost transferat apoi ca asistent cu titlu provizoriu la catedra de electrotehnică a Școlii Politehnice din Cernăuți, fiind definitivat în acest post pe data de 15 mai 1942, prin decizia nr. 104.169 din 1942 a Ministerului Culturii Naționale și Cultelor. În acest timp a absolvit cursul redus al Școlii de ofițeri de rezervă de geniu, după care a fost înaintat în 22 iunie 1942 la gradul de sublocotenent, cu vechimea de la 30 iunie 1940, și repartizat la o unitate de geniu și apoi a fost înaintat în 8 noiembrie 1944 la gradul de locotenent.
În baza raportului nr. 136.519/1942 al prof.univ. Ion Petrovici (ministru secretar de Stat la Departamentul Culturii Naționale și al Cultelor), dr. ing. Gerard D’Albon a fost înaintat pe 1 septembrie 1942 la gradul de șef de lucrări definitiv la Laboratorul de electrotehnică al Școlii Politehnice din Cernăuți. A funcționat între anii 1942–1948 în calitate de conferențiar la disciplina „Mașini cu aburi” și apoi, din 1948 până în 1961, ca profesor universitar la aceeași disciplină, la Facultatea de Mecanică a Școlii Politehnice din Iași. Ca titular al disciplinei menționate mai sus, a organizat laboratorul de mașini și turbine cu aburi și a publicat în anul 1949 vol. I al cursului de Mașini și turbine cu aburi. A fost profesor la disciplina de „Termotehnică și mașini termice” începând din anul 1961 și a îndeplinit, în paralel, funcția de șef al catedrelor Termotehnică (1960–1972), Termotehnică și mașini termice (1972–1973) și Mecanoenergetică (1973–1974, formată prin unirea catedrelor Termotehnică și mașini termice și Motoare termice).
În anul 1972 a fost detașat în Algeria și a lucrat acolo ca director al Institutului de Energie Solară din Alger (1972) și apoi ca profesor la Universitatea din Alger (1972–1976).

### Activitate științifică
În cursul îndelungatei sale activități, Gerard d'Albon a publicat peste 80 de lucrări științifice. Numeroase studii, articole și lucrări i-au apărut sau au fost citate constant de-a lungul anilor în Buletinul Institutului Politehnic „Gh. Asachi” din Iași. Institutul Român de Energie i-a publicat în anul 1942 o lucrare științifică în limba franceză.
S-a implicat activ în diverse domenii de cercetare. În 1957, împreună cu inginerul Nicolae Boțan, el a fost numit la conducerea unui colectiv de specialiști care a întocmit studii privind amenajarea hidrotehnică a bazinului râului Jijia. Amenajările propuse aveau drept scop transferarea în domeniul agricol a circa 10.000 ha din lunca inundabilă a râului, precum și asanarea unor terenuri mocirloase cauzatoare de malarie.
Gerard d'Albon s-a preocupat și de comportamentul structurilor sub acțiunile seismice. În 1970, împreună cu inginerul Anton Șesan, D'Albon a fost autorul unei invenții înregistrate sub denumirea „Procedeul și instalațiile pentru încercarea construcțiilor la acțiuni seismice”. Era vorba de o instalație de circa 100 m2, care putea simula cutremure de diferite grade cu scopul de a se obține date științifice și informații cu privire la efectele seismice sau cele provocate de motoare asupra construcțiilor. D'Albon s-a prezentat cu această invenție la „Conferința privind calculul seismic al structurilor”, care s-a desfășurat la Iași.
Activitatea științifică a profesorului Gerard d'Albon a fost orientată pe probleme fundamentale ale industriei constructoare de mașini, fiind desfășurată în următoarele domenii:
a) Cercetări originale. În acest sector a elaborat un număr de 32 lucrări științifice în domeniul permeabilității electrice în înaltă frecvență, al schimbătorilor de căldură și al mașinilor unipolare. Lucrările din ultimul domeniu au fost reproduse în revista Technical Information Service, United States Atomic Energy Comission, SUA. 
b) Activitatea de invenție și brevetare s-a concretizat prin obținerea a 3 brevete de invenție și a 2 certificate de autor. Printre aceste invenții trebuie evidențiată în mod deosebit, dată fiind importanța ei, Instalația pentru încercarea structurilor.
c) Activitatea de conducere a doctoratelor. În acest domeniu a îndrumat în calitate de conducător științific la specialitatea Termotehnică și mașini termice activitatea de pregătire în vederea obținerii titlului de doctor inginer a 9 cadre didactice mai tinere din Institutul Politehnic din Iași.

### Viața personală
A fost căsătorit cu Maria-Elena (Marinela) Popa, fiica profesorului universitar Grigore T. Popa (1892–1948) de la Facultatea de Medicină și Farmacie din Iași, și a avut un fiu, Jack, care a fost arhitect și, după ce a locuit mult timp la Iași, s-a stabilit apoi în Germania.
După 1990, profesorul Gerard d'Albon s-a implicat și în politică. A fost membru al PNL-CD și a devenit președintele filialei Iași a acestuia, pe care a condus-o până la moartea sa.
A decedat la 18 aprilie 1993 în orașul Iași. Prietenii, familia, colegii și partidul din care făcea parte au publicat numeroase mesaje de condoleanțe în presa locală, subliniind personalitatea fostului profesor. Conducerea Facultății de Mecanică a Institutului Politehnic din Iași a anunțat că „toate cadrele didactice și studenții regretă profund încetarea din viață a distinsului profesor dr. ing. GERARD d'ALBON, specialist de renume și fondator de școală în domeniul termodinamicii”.
O competiție națională de bridge, intitulată „Trofeul Gérard d'Albon”, îi poartă numele. Trofeul propriu-zis al competiției a fost realizat de artistul plastic și profesorul universitar ieșean Jenő Mihály Bartos.

## Lucrări
- Curs de mașini și turbine cu aburi. Vol. 1. Teoria mașinilor cu piston, Editura Institutului Politehnic, Iași, 1949, 1 f., VIII, 241 p. litogr.
- Curs de mașini și turbine cu aburi. Vol. 1. Caietul 1. Noțiuni pregătitoare și teoria generală a mașinilor cu aburi, Editura Institutului Politehnic, Iași, 1955, 125 p.
- Termodinamica, Editura Didactică și Pedagogică, București, 1969, 416 p. – în colaborare cu David Peretz și Mihai Șchiopu

## Distincții
- Ordinul Meritul Științific cl. a II-a (28 iunie 1971) „în semn de prețuire a personalului didactic pentru activitatea meritorie în domeniul instruirii și educării elevilor și studenților și a contribuției aduse la dezvoltarea învățămîntului și culturii din patria noastră”[27]